# Wadicosa intermediata
Wadicosa intermediata is een spinnensoort uit de familie van de  wolfspinnen (Lycosidae). De wetenschappelijke naam van de soort werd voor het eerst geldig gepubliceerd in 2024 door Abhijith en Sudhikumar.
De soort komt voor in India.